# Thar Es-Souk
Thar Es-Souk (arabiska: طهر السوق) är en stad i Marocko. Den ligger i provinsen Taounate och regionen Fès-Meknès, 240 km öster om huvudstaden Rabat. Antalet invånare var 5 182 vid folkräkningen 2014.